# Kammusslor
Kammusslor (Pectinidae) är en familj av havslevande musslor.
Kammusslor utmärks av rundade eller ovala skal, i regel med vinkelformade utskott, "öron", vid skalbucklan, den del av skalet varifrån skalet en gång började växa. Från skalbucklan utgår solfjädersformigt mer eller mindre tydliga åsar. Kammusslorna är i jämförelse med många andra musslor ganska rörliga och musslorna kan både påträffas frilevande på bottnar, med skalen fria från underlaget, och fastsittande, fästade med byssustrådar vid underlaget. De kan även förflytta sig genom att simma, de simmar genom att omväxlande hastigt öppna och sluta sina skal och vattenstrålen som bildas driver dem framåt. Foten är liten och mantelkanten är förtjockad och har oftast talrika ögon. 
Till familjen hör bland annat släktet Pecten, som redan förekom under karbon, utan lås, med oftast med olikstora "öron" och symmetriska, stundom oliksidiga skal.
I Norden förekommer omkring 15 arter av kammusslor.